# 오유권
오유권(吳有權, 1928년 8월 18일-1999년 3월 14일)은 대한민국의 소설가이다. 전남 영산포 출생. 1955년 단편 <두 나그네> <참외>가 <현대 문학>지에 추천됨으로써 문단에 등장했다.
그의 작품세계는 건실한 필법으로 토속적인 농촌 속에서 현실인식을 나타낸 것이 특징이다. 대표적 작품에 <돌방구네> <어떤 노인의 죽음> <분노> 등이 있고, 장편에 <유형족(流刑族)> <대지의 학대> <방앗골 혁명> 등이 있다.